# James Napier Robertson
Pour les articles homonymes, voir James Robertson (homonymie), Napier et Robertson.
James William Napier Robertson, né à Wellington (Nouvelle-Zélande) le 24 mars 1982, est un acteur, scénariste, réalisateur et producteur de néo-zélandais qui a écrit et réalisé les longs métrages I'm Not Harry Jenson (2009) et The Dark Horse (2014) avec Cliff Curtis. Il a commencé sa carrière en tant qu'acteur dans des productions télévisuelles comme The Tribe, Shortland Street et dans Being Eve.

## Biographie
Né à Wellington, Nouvelle-Zélande mais il a déménagé Auckland lorsqu'il était jeune.

## Filmographie partielle

### Comme réalisateur
- 2009 : I'm Not Harry Jenson
- 2010 : The Rogers Family Xmas (série télévisée)
- 2014 : The Dark Horse
- Joika (en production)

### Comme acteur
- 2004 : Power Rangers : Dino Tonnerre : Connor McKnight, le Ranger Rouge, Il joue au football dans power rangers et il rêve de devenir footballeur professionnel